# Jean-Claude Paye

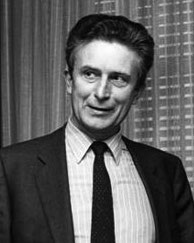
Jean-Claude Paye, 1985

Jean-Claude Paye (* 26. August 1934 in Longué-Jumelles, Département Maine-et-Loire) ist ein französischer Verwaltungsjurist, Diplomat und Politiker.

## Biografie
Nach der Schulausbildung studierte er zunächst Rechtswissenschaften und Wirtschaftswissenschaften und absolvierte danach noch ein Postgraduiertenstudium am Institut d'Études Politiques (IEP) in Paris. Danach war er von 1959 bis 1961 Absolvent (Elève) der École nationale d’administration (ENA).
Seine berufliche Laufbahn begann er 1961 als Leiter des Privatbüros des Bürgermeisters (Maire) von Constantine in Algerien. Nach der Souveränität Algeriens von Frankreich am 5. Juli 1962 blieb er in Algerien als Sekretär der Botschaft in Algier. Nach seiner Rückkehr nach Frankreich war er zwischen 1963 und 1965 Mitarbeiter für Verträge und Weltraumrecht des Direktorats für Politische Angelegenheiten im Außenministerium am Quai d’Orsay. 1965 erfolgte seine Ernennung zum Sonderberater im Privatbüro des Staatssekretärs für Wissenschaftliche Forschung und dann 1966 zum Sonderberater im Privatbüro von Sozialminister Jean-Marcel Jeanneney. Anschließend war er von 1967 bis 1967 Leiter des Privatbüros des damaligen Vizepräsidenten für Wirtschaft und Finanzen der Kommission der Europäischen Gemeinschaften (EG), Raymond Barre.
Daraufhin kehrte er in den Diplomatischen Dienst zurück und war zunächst Botschaftsrat an der Botschaft in der Bundesrepublik Deutschland sowie von 1974 bis 1976 Stellvertretender Leiter des Privatbüros von Außenminister Jean Sauvagnargues.
Zwischen 1976 und 1979 ernannte ihn Raymond Barre, nunmehr Premierminister von Frankreich, zu seinem Berater für Internationale Fragen. Zugleich war er von 1977 bis 1979 Generalsekretär des Interministeriellen Komitees für Fragen der Europäischen Wirtschaftskooperation. Im Anschluss folgte von 1979 bis 1984 eine Verwendung als Direktor für Wirtschafts- und Finanzangelegenheiten im Außenministerium.
1984 wurde er als Nachfolger von Emiel van Lennep Generalsekretär der OECD. Dieses Amt bekleidete er mit einer kurzen Unterbrechung bis zu seiner Ablösung durch Donald J. Johnston 1996. Während seiner Amtszeit erreichte die Internationalisierung in den achtziger Jahren eine neue Qualität und andere Dimensionen: Die modernen Kommunikationstechnologien und billige Transportmöglichkeiten ließen „Seoul und Bangkok näher an Straßburg heranrücken als Manchester noch vor 15 Jahren“, beschrieb er 1993 die veränderten Geschäftsgrundlagen der OECD.
Nach seinem Ausscheiden aus der OECD war er bis 2000 Staatsrat (Conseiller d’État) im Sonderdienst und danach bis 2001 Rechtsanwalt in der international ansässigen Anwaltskanzlei Gide Loyrette Nouel.
Zuletzt war Jean-Claude Paye von 2001 bis 2005 Präsident der Stiftung für politische Innovation (Fondation pour l'innovation politique, FONDAPOL).

## Auszeichnungen
- 1996: Großes Goldenes Ehrenzeichen am Bande für Verdienste um die Republik Österreich[2]
- Großkreuz des Falkenordens